# Damenbundesliga 2001 (Football)
Die Damenbundesliga (DBL) Saison 2001 war die 12. Spielzeit in der höchsten Spielklasse des American Football in Deutschland für Frauen.
Die ersten Spiele der Saison 2001 bestritten die Bochum Miners gegen die Berlin Adler Girls und die Cologne Crocodiles Ladies gegen die Mülheim Shamrocks am 6. Mai 2001 um 15 Uhr. Die DBL-Saison 2012 wurde von Mai bis September ausgetragen. Im Anschluss an die reguläre Saison fanden ein Halbfinale und das Finale, der Ladiesbowl statt.
Der Ladiesbowl X wurde am 23. September in Berlin ausgetragen. Dort gewannen die Berlin Adler Girls deutlich gegen die Munich Cowboys Ladies mit 35:0 und holten ihre siebte Deutsche Meisterschaft.

## Modus
In der Saison 2001 treten insgesamt zehn Teams in zwei getrennten Gruppen an (je fünf Teams pro Gruppe). Jede dieser Gruppen trägt ein doppeltes Rundenturnier aus, wobei jedes Team einmal das Heimrecht genießt. Nach jeder Partie erhält die siegreiche Mannschaft zwei und die besiegte null Punkte. Bei einem Unentschieden erhält jede Mannschaft einen Punkt. Die Punkte des Gegners werden als Minuspunkte gerechnet. Nach Beendigung des Rundenturniers wird eine Rangliste ermittelt, bei der zunächst die Anzahl der erzielten Punkte entscheidend ist. Bei Punktgleichheit entscheidet der direkte Vergleich.
Nach den Rundenturnieren spielen die jeweils zwei bestplatzierten Mannschaften in zwei Play-off-Runden um die Deutsche Meisterschaft.
Pro Gruppe qualifizieren sich zwei Teams für die Play-offs: die Gruppenersten und -zweiten. In der ersten Runde der Play-offs, dem Halbfinale, spielen die Gruppen Nord und Süd über Kreuz gegeneinander, der jeweils Erstplatzierte spielt also gegen den Zweitplatzierten der anderen Gruppe. Hierbei genießen die Gruppenersten Heimrecht. Die siegreichen Teams treten im Ladiesbowl gegeneinander an.

## Teams
In der Gruppe Nord haben die folgenden Teams am Ligabetrieb teilgenommen:
- Berlin Adler Girls
- Bochum Miners
- Braunschweig Lady Lions
- Hamburg Maniacs
- Kiel Baltic Witches

In der Gruppe Süd haben die folgenden Teams am Ligabetrieb teilgenommen:
- Cologne Crocodiles Ladies
- Munich Cowboys Ladies
- Mülheim Shamrocks
- Nürnberg Hurricanes
- Rüsselsheim Wolfpack (vorher als Rüsselsheim Razorbacks Ladies)

## Saisonverlauf
In der Saison 2001 treten dieselben zehn Teams wie im Vorjahr an, die Rüsselsheim Razorbacks Ladies nun allerdings unter dem Namen Rüsselsheim Wolfpack. Außerdem traten die Braunschweig Lady Lions nun nicht mehr als Spielgemeinschaft mit Wolfsburg, sondern als eigenständiges Team an. Ursprünglich hatten sich nach einem Pausenjahr auch die Hanau Witches für die Liga gemeldet, zum Saisonbeginn zogen sie ihre Mannschaft allerdings wieder zurück.
Die Saison begann am 6. Mai mit zwei Eröffnungsspielen zwischen den Bochum Miners gegen die Berlin Adler Girl Ladies und den Cologne Crocodiles Ladies gegen die Mülheim Shamrocks.
Nordmeisterinnen wurden ungeschlagen die Berlin Adler Girls, die im Halbfinale mit 32:0 gegen die Cologne Crocodiles Ladies gewannen und damit im Ladiesbowl Standen. Gruppenzweite wurden die Kiel Baltic Witches.
Im Süden gewann die Munich Cowboys Ladies mit sieben Siegen und einer Niederlage vor den Cologne Crocodiles Ladies mit derselben Saisonbilanz. Da die Cowboys aber im direkten Vergleich besser waren, standen sie vor den Kölnerinnen. Im Halbfinale gewann München mit 16:0 gegen die Kiel Baltic Witches.
Der Ladiesbowl X fand am 23. September 2001 in Berlin statt. Vor Heimkulisse dominierten die Berlin Adler Girls von Anfang an das Spiel gegen die Munich Cowboys Ladies und errangen am mit einem Ergebnis von 35:0 ihren siebten deutschen Meistertitel.

### Abschlusstabellen
| Gruppe Nord | Gruppe Nord             | Gruppe Nord | Gruppe Nord | Gruppe Nord | Gruppe Nord | Gruppe Nord | Gruppe Nord |    | Gruppe Süd                | Gruppe Süd | Gruppe Süd | Gruppe Süd | Gruppe Süd | Gruppe Süd | Gruppe Süd | Gruppe Süd |
| #           | Team                    | Punkte      | Sp          | S           | U           | N           | TD-Pkt.     | #  | Team                      | Punkte     | Sp         | S          | U          | N          | TD-Pkt.    |            |
| ----------- | ----------------------- | ----------- | ----------- | ----------- | ----------- | ----------- | ----------- | -- | ------------------------- | ---------- | ---------- | ---------- | ---------- | ---------- | ---------- | ---------- |
| 1.          | Berlin Adler Girls      | 16:00       | 8           | 8           | 0           | 0           | 441:000     | 1. | Munich Cowboys Ladies     | 14:20      | 8          | 7          | 0          | 1          | 183:270    |            |
| 2.          | Kiel Baltic Witches     | 10:60       | 8           | 4           | 2           | 2           | 088:155     | 2. | Cologne Crocodiles Ladies | 14:20      | 8          | 7          | 0          | 1          | 111:740    |            |
| 3.          | Hamburg Maniacs         | 07:90       | 8           | 3           | 1           | 4           | 114:149     | 3. | Nürnberg Hurricanes       | 07:90      | 8          | 3          | 1          | 4          | 107:910    |            |
| 4.          | Bochum Miners           | 06:10       | 8           | 3           | 0           | 5           | 059:179     | 4. | Rüsselsheim Wolfpack      | 05:11      | 8          | 2          | 1          | 5          | 067:168    |            |
| 5.          | Braunschweig Lady Lions | 01:15       | 8           | 0           | 1           | 7           | 034:253     | 5. | Mülheim Shamrocks         | 00:16      | 8          | 0          | 0          | 8          | 038:146    |            |

Erläuterung: Play-off-Qualifikation, Stand: 23. September 2001 (Saisonende)
- Tie-Break: München gewinnt direkten Vergleich gegen Köln (22:15)

### Play-offs
|  | Halbfinale | Halbfinale                | Halbfinale |  |  | Ladiesbowl X | Ladiesbowl X         | Ladiesbowl X |
|  |            |                           |            |  |  |              |                      |              |
|  |            |                           |            |  |  |              |                      |              |
|  | S1         | Munich Cowboy Ladies      | 16         |  |  |              |                      |              |
|  | N2         | Kiel Baltic Witches       | 0          |  |  |              |                      |              |
|  |            |                           |            |  |  | S1           | Munich Cowboy Ladies | 0            |
|  |            |                           |            |  |  | N1           | Berlin Adlers Girls  | 35           |
|  | N1         | Berlin Adler Girls        | 32         |  |  |              |                      |              |
|  | S2         | Cologne Crocodiles Ladies | 0          |  |  |              |                      |              |
|  |            |                           |            |  |  |              |                      |              |

#### Halbfinale
|                 |                              |  |                       |                          |                     |  |              |
|                 | München 09.09.2001 11:00 Uhr |  | Munich Cowboys Ladies | \| \| 16 : 0 \| \| \| \| | Kiel Baltic Witches |  | Dantestadion |
| (0:0, 8:0, 0:0) | München 09.09.2001 11:00 Uhr |  | Munich Cowboys Ladies |                          | Kiel Baltic Witches |  | Dantestadion |
|                 | 16 : 0                       |  |                       |                          |                     |  |              |
|                 |                              |  |                       |                          |                     |  |              |

|                       |                             |  |                    |                          |                           |  |                |
|                       | Berlin 09.09.2001 15:00 Uhr |  | Berlin Adler Girls | \| \| 32 : 0 \| \| \| \| | Cologne Crocodiles Ladies |  | Stade Napoleon |
| (7:0, 7:0, 6:0, 12:0) | Berlin 09.09.2001 15:00 Uhr |  | Berlin Adler Girls |                          | Cologne Crocodiles Ladies |  | Stade Napoleon |
|                       | 32 : 0                      |  |                    |                          |                           |  |                |
|                       |                             |  |                    |                          |                           |  |                |

#### Ladiesbowl X
|                       |                             |  |                       |                          |                    |  |                |
|                       | Berlin 23.09.2001 15:00 Uhr |  | Munich Cowboys Ladies | \| \| 0 : 35 \| \| \| \| | Berlin Adler Girls |  | Stade Napoleon |
| (0:7, 0:21, 0:0, 0:7) | Berlin 23.09.2001 15:00 Uhr |  | Munich Cowboys Ladies |                          | Berlin Adler Girls |  | Stade Napoleon |
|                       | 0 : 35                      |  |                       |                          |                    |  |                |
|                       |                             |  |                       |                          |                    |  |                |